# Inczédy-Jocksmann család
A nagyváradi báró Inczédy-Jocksmann család egy XX. századi nemesítésű magyar főnemesi család.

## Története
A Jocksmann Nándor és Wass Irma házasságából született két fiú, Nándor és Ödön, 1905. március 18-án bárói címet kaptak Ferenc Józseftől. Ezzel a címmel együtt engedélyt is kaptak, hogy anyai nagyanyjuk, nagyváradi Inczédy Karolina nevét és előnevét is viselhessék, ezzel az Inczédy-Jocksmann kettős nevet vették fel. Ödön egyebek mellett politikával is foglalkozott, kiemelendő, hogy a romániai magyarság nevében fellépő Országos Magyar Párt elnöke volt.